# 武陵黔溪蟹
武陵黔溪蟹（学名：Qiangpotamon wulingense）为溪蟹科黔溪蟹属的动物。在中国大陆，分布于贵州等地，多栖息于海拔1000米山涧溪流石下。